# Grönstaviken

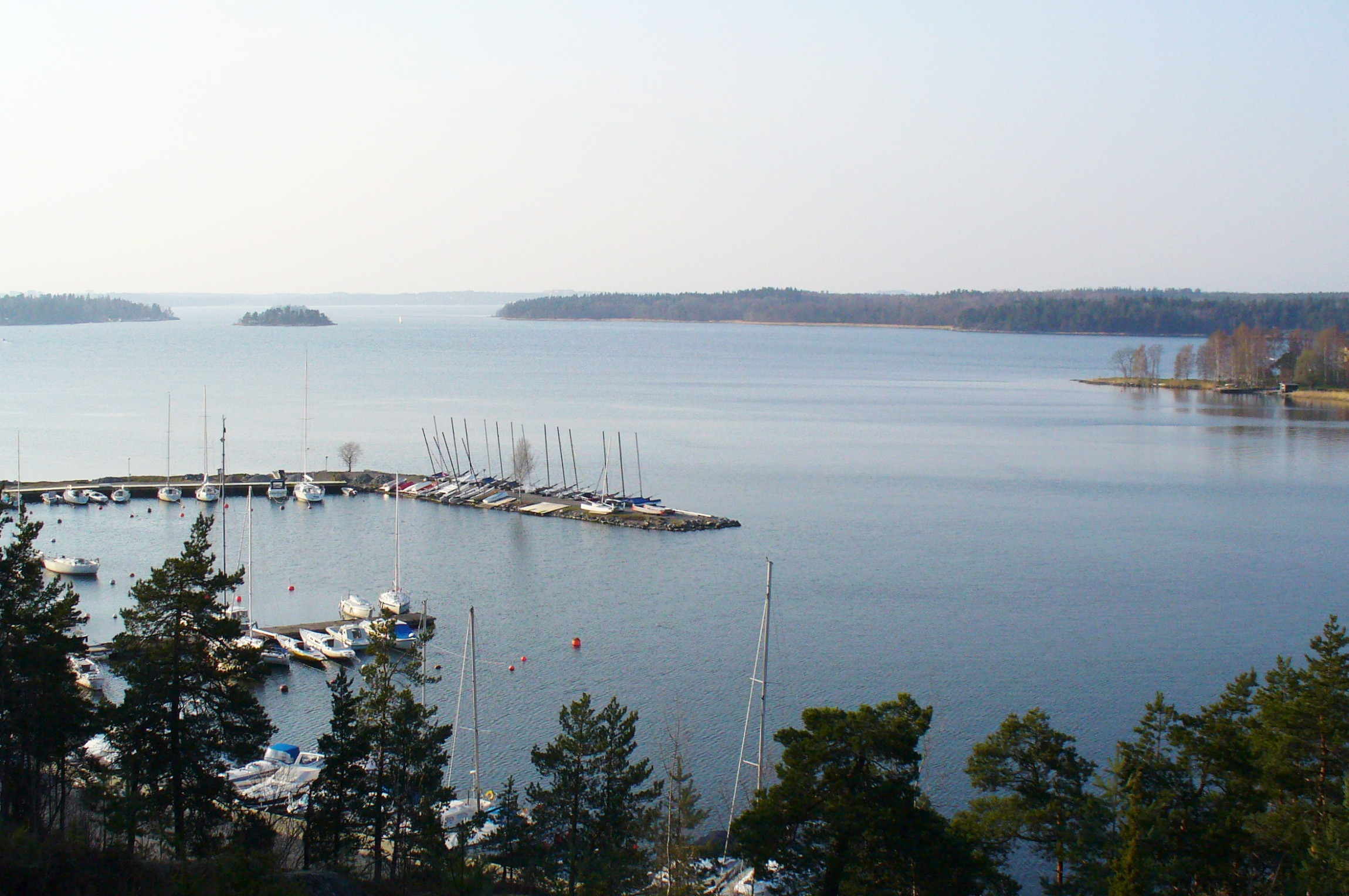
Grönstaviken (närmast) och Askrikefjärden, maj 2006.

Grönstaviken är en vik av Askrikefjärden i kommundelen Bo i Lidingö kommun, Stockholms län. Vid viken ligger bland annat Grönstakolonin och halvön Täcka udden. I början av 1900-talet utförde flygpionjären Carl Richard Nyberg  med Flugan flygexperiment på vikens is.

## Allmänt

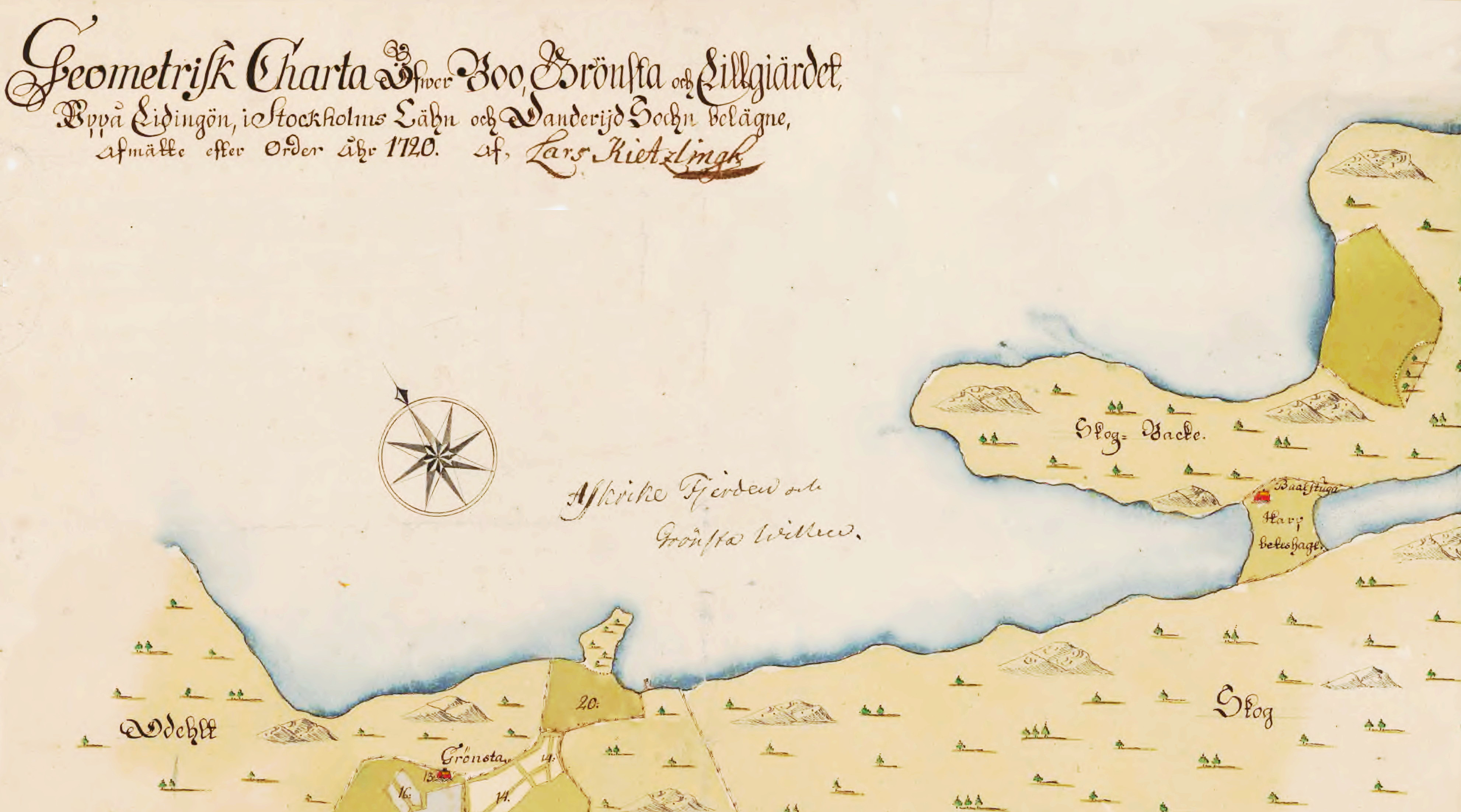
Grönstaviken 1720.

Förleden Grönsta härrör från Grönsta prästgård, ursprungligen ett enkelt torp under godset Djursholm som donerades av landshövdingen och friherren Svante Svantesson Banér till Lidingö socken 1653 i samband med att Lidingö socken blev eget pastorat. Stället omnämns i skrift redan 1370 som …et grønøstæ.
Viken är, tillsammans med Södergarnsviken, en sista rest efter sundet som ännu på 1000-talet delade Bosön från fastlandet. Fortfarande på 1700-talets mitt möttes Grönstaviken och Södergarnsviken nästan. Genom landhöjningen växte Bosön ihop med fastlandet och Grönstaviken är numera en vik av Askrikefjärden som i sin tur är en fjärd av Östersjön i Stockholms inre skärgård. 
Maximala vattendjupet i viken är mellan 12 och 13 meter. När väderförhållandena tillåter brukar Friluftsfrämjandet ploga Grönsta skriskobana på vikens is. Banans maximala längd är cirka tre kilometer.

## Bebyggelse och verksamheter

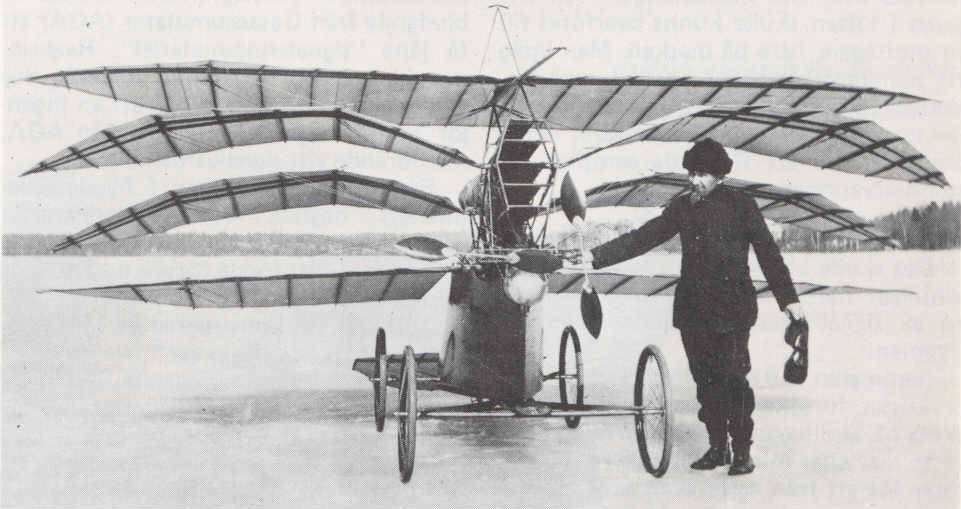
Nybergs flygexperiment med Flugan på Grönstavikens is, cirka 1904.

Vid Grönstavikens norra sida (på Bosön) finns villabebyggelse som går tillbaka till avstyckningar som gjordes från Bo gård på 1880-talet. Här ligger bland annat Villa Rutsdal från 1923 byggd i nationalromantisk stil för regissör Mauritz Stiller.
Längst inne i viken har Nordwall Marin sin verksamhet och lite längre västerut, på vikens södra sida, ligger småbåtshamnen för Askrike Segelsällskap (ASS) som bildades 1948 under namnet Askrike Båtklubb. Ovanför småbåtshamnen, vid vikens södra sida, återfinns Villa Arken, arkitekten Cyrillus Johanssons privatvilla som han ritade 1926–1936 åt sig själv och familjen.
Fortsätter man ännu längre västerut når man en mindre halvö kallad Täcka udden ("den behagliga udden"). På udden finns åtta kulturhistoriskt värdefulla byggnader som samtliga är sedan 1985 lagskyddade byggnadsminnen och uppfördes i början av 1900-talet på uppdrag av uppfinnaren och flygpionjären Carl Richard Nyberg. Täcka Udden hör till världens äldsta anläggningar i motorflygets historia.
Längst i väster avslutas vikens bebyggelse med Grönstakolonin ett sportstugeområde vilket anlades 1910 och som idag representerar Sveriges äldsta bevarade sportstugeområde. Grönstakolonin har av Riksantikvarieämbetet 1987 förklarats vara av riksintresse för kulturmiljövården med motiveringen att området ”utgjort en förebild för senare sommarstugeområden av mer folklig karaktär”.

## Bilder

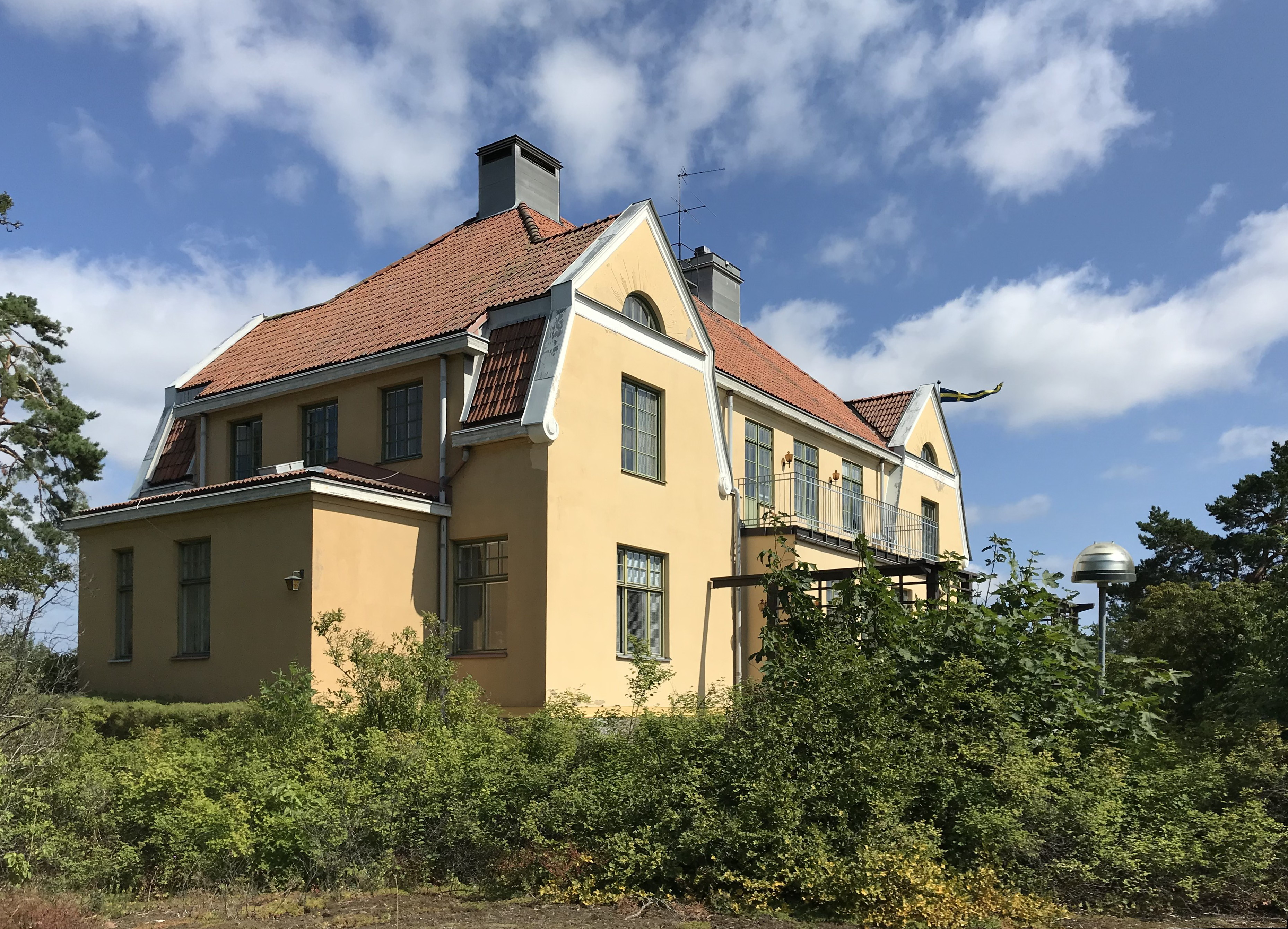
Grönsta prästgård.
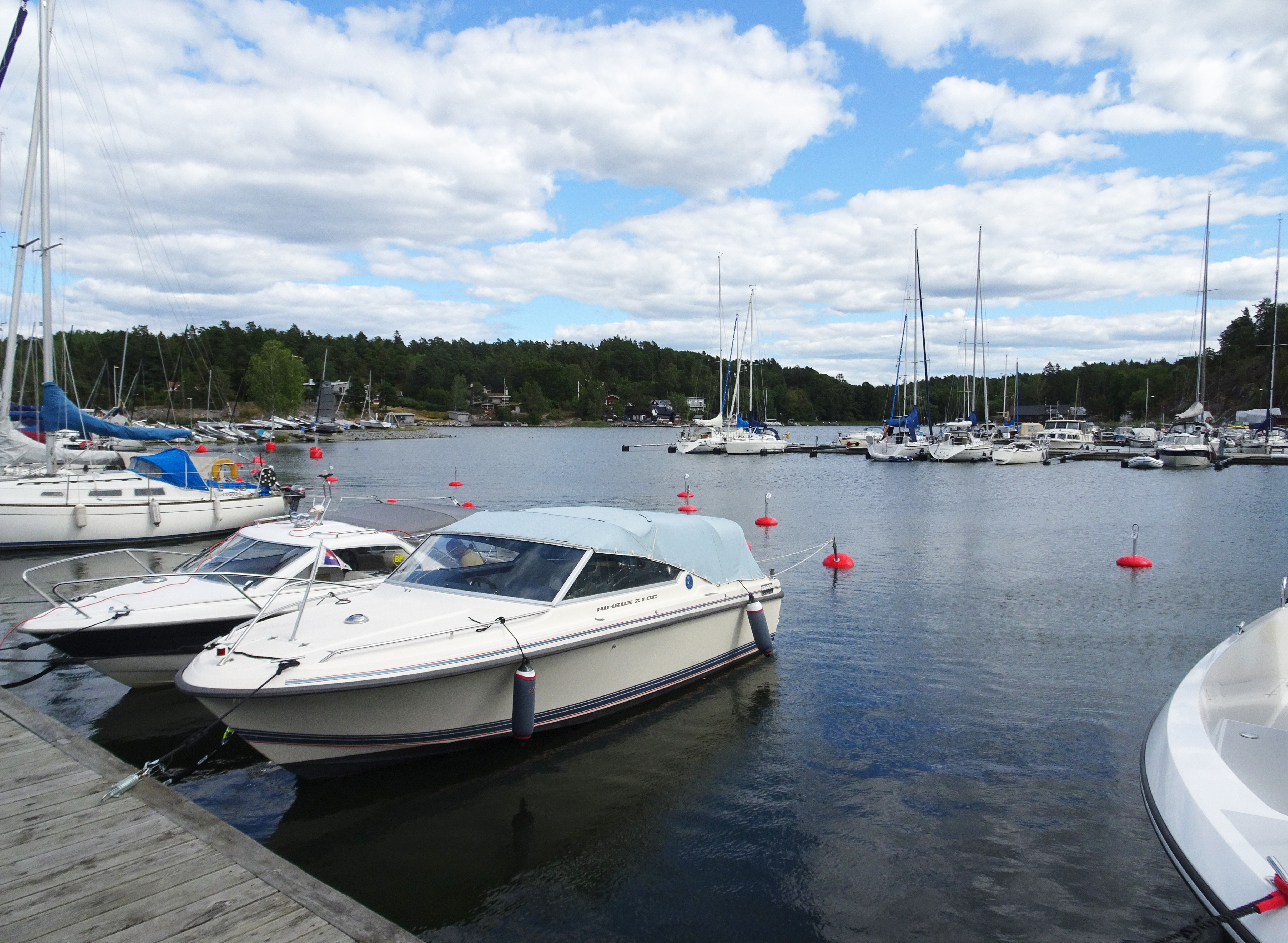
Småbåtshamn i Grönstaviken.
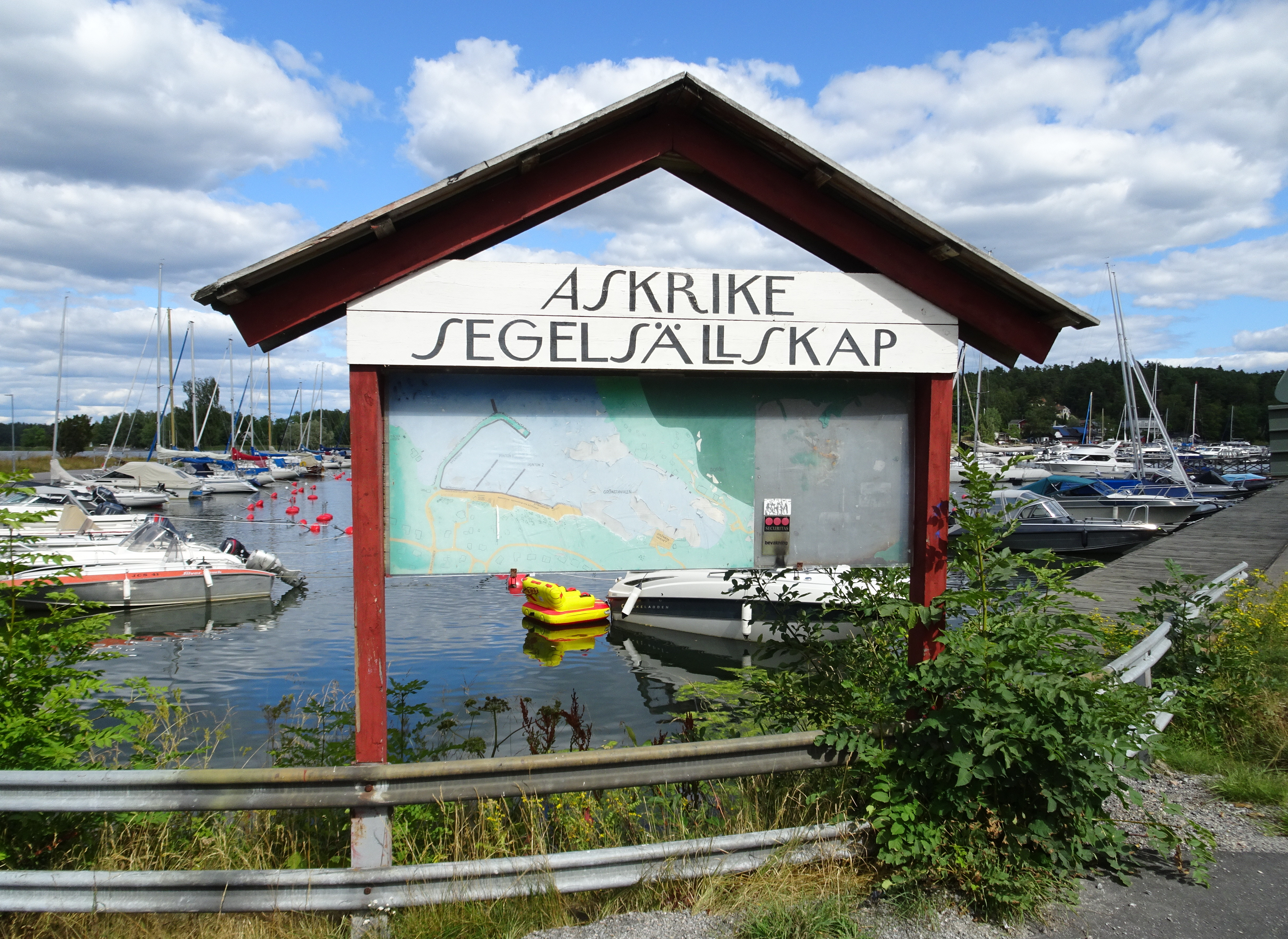
Askrike Segelsällskap
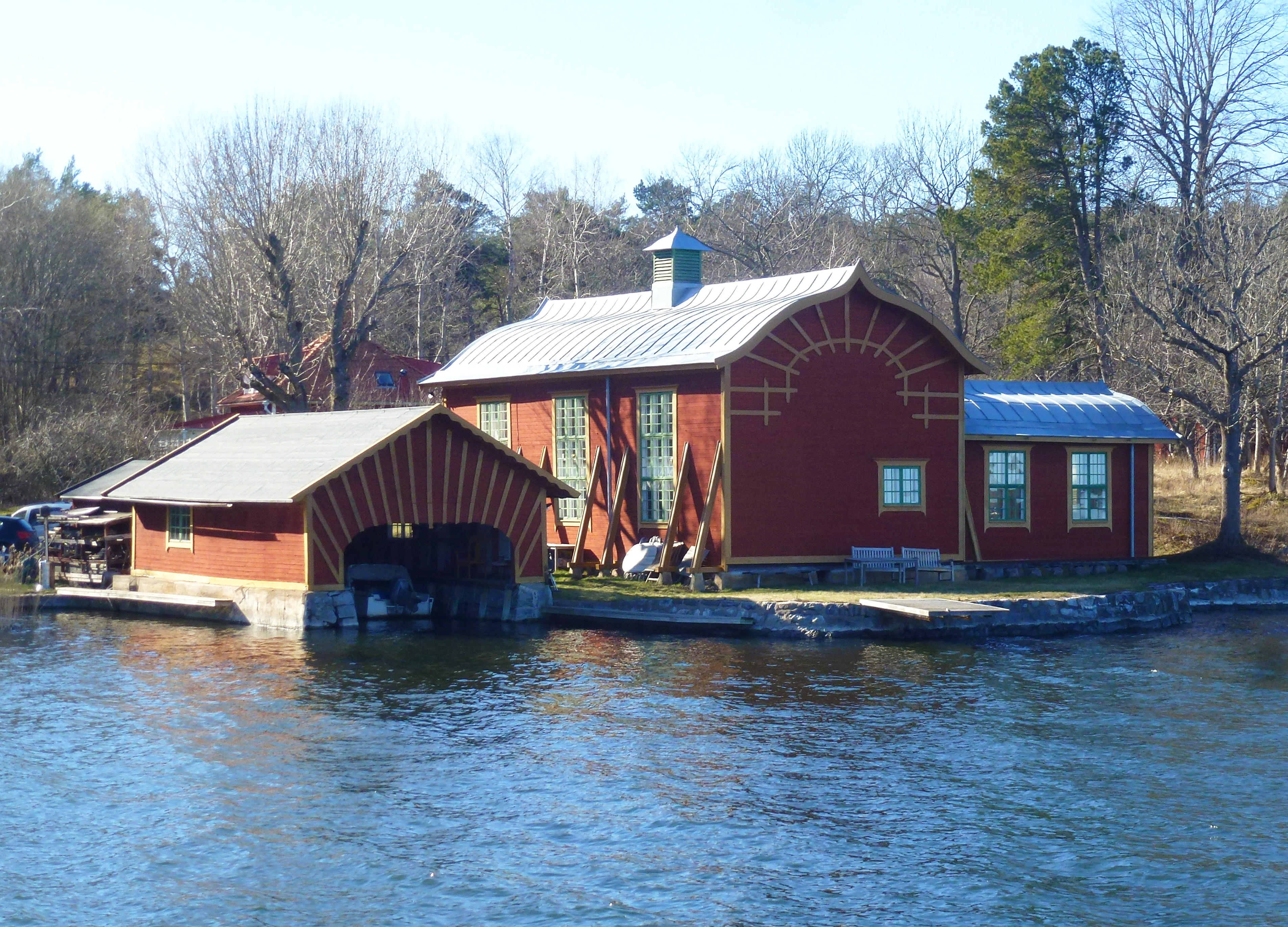
Täcka udden, före detta flyghangaren.
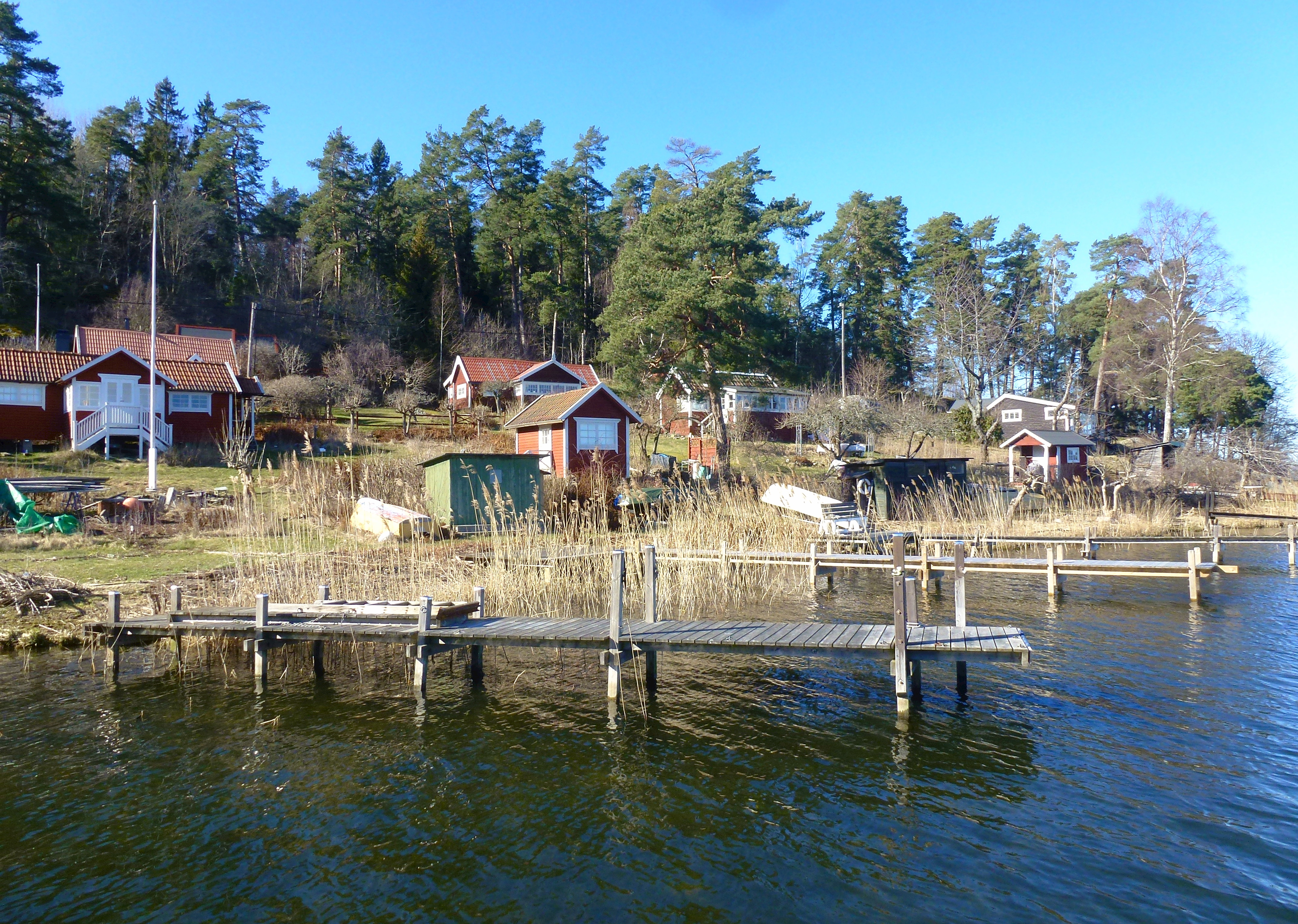
Grönstakolonin.